# Корсиканский поползень
Корсиканский поползень (лат. Sitta whiteheadi) — певчая птица из семейства поползневых. Эндемик острова Корсика. Видовое название дано в честь английского натуралиста Джона Уайтхеда (1860—1899), собиравшего типовые экземпляры в июне 1883 года.

## Описание
Корсиканский поползень длиной 12 см (меньше обыкновенного поползня). Голова маленькая, клюв короткий. Оперение верхней части тела голубовато-серое, нижняя часть тела серо-бежевое, только горло немного белее. У самца темя и уздечка чёрные, бровь белая. У самки темя и уздечка серые. Молодые птицы менее красочны, чем взрослые.
Голос сравнительно назальный и приглушённый. Птица издаёт звуки от тонкого «пупупупу» и громкого восходящего «пуи» до менее частых звуков «кви, кви, кви», которые звучат тоньше, чем похожий призыв у обыкновенного поползня.

## Распространение

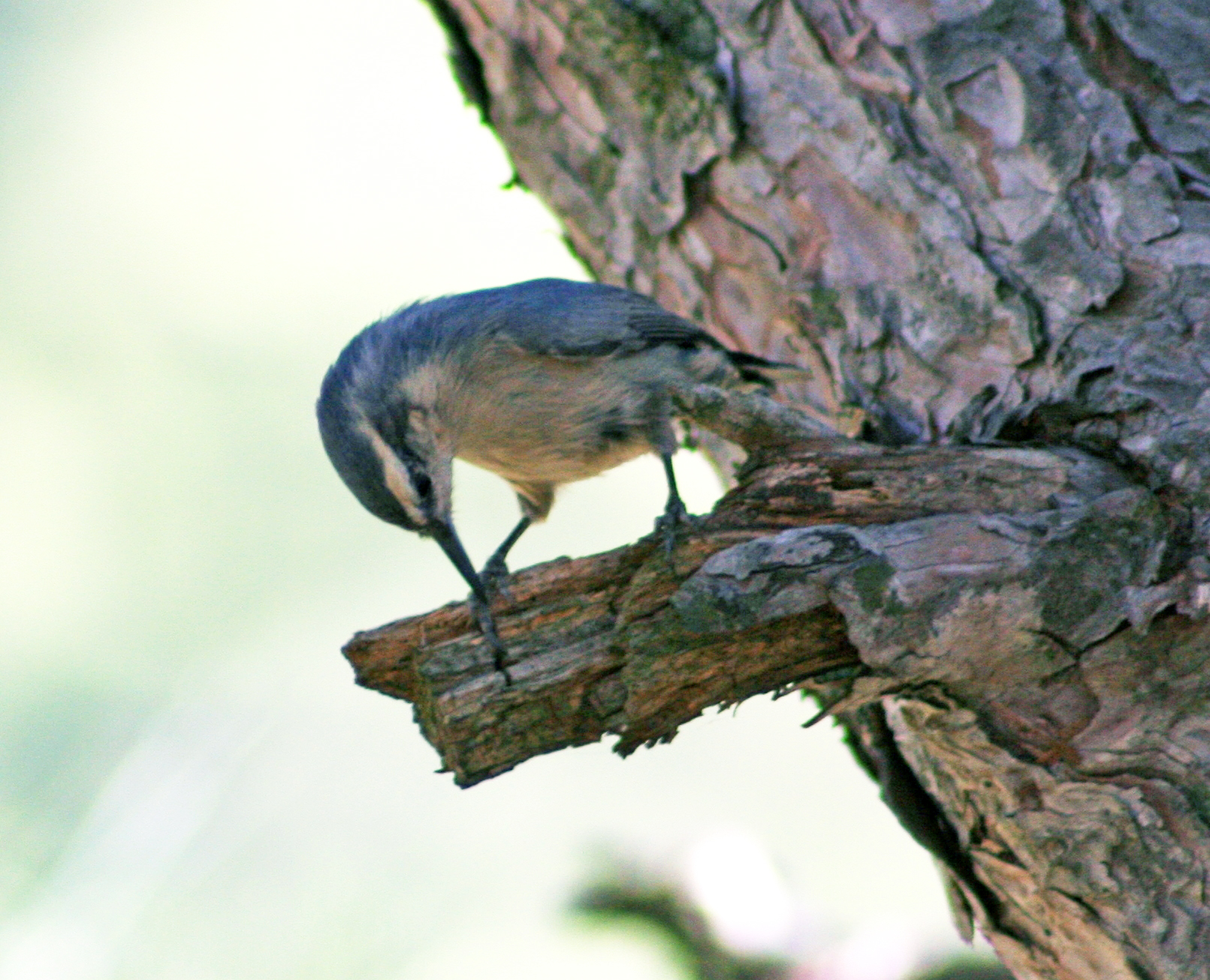
Самка, долина Рестоника, окрестности Корте (Корсика).

Обитает в сосновых лесах на острове Корсика.

## Питание
Птица питается насекомыми и семенами, прежде всего, чёрной сосны. Как и другие виды поползней, корсиканский поползень ловко передвигается по стволам и ветвям деревьев, зачастую вниз головой.

## Размножение

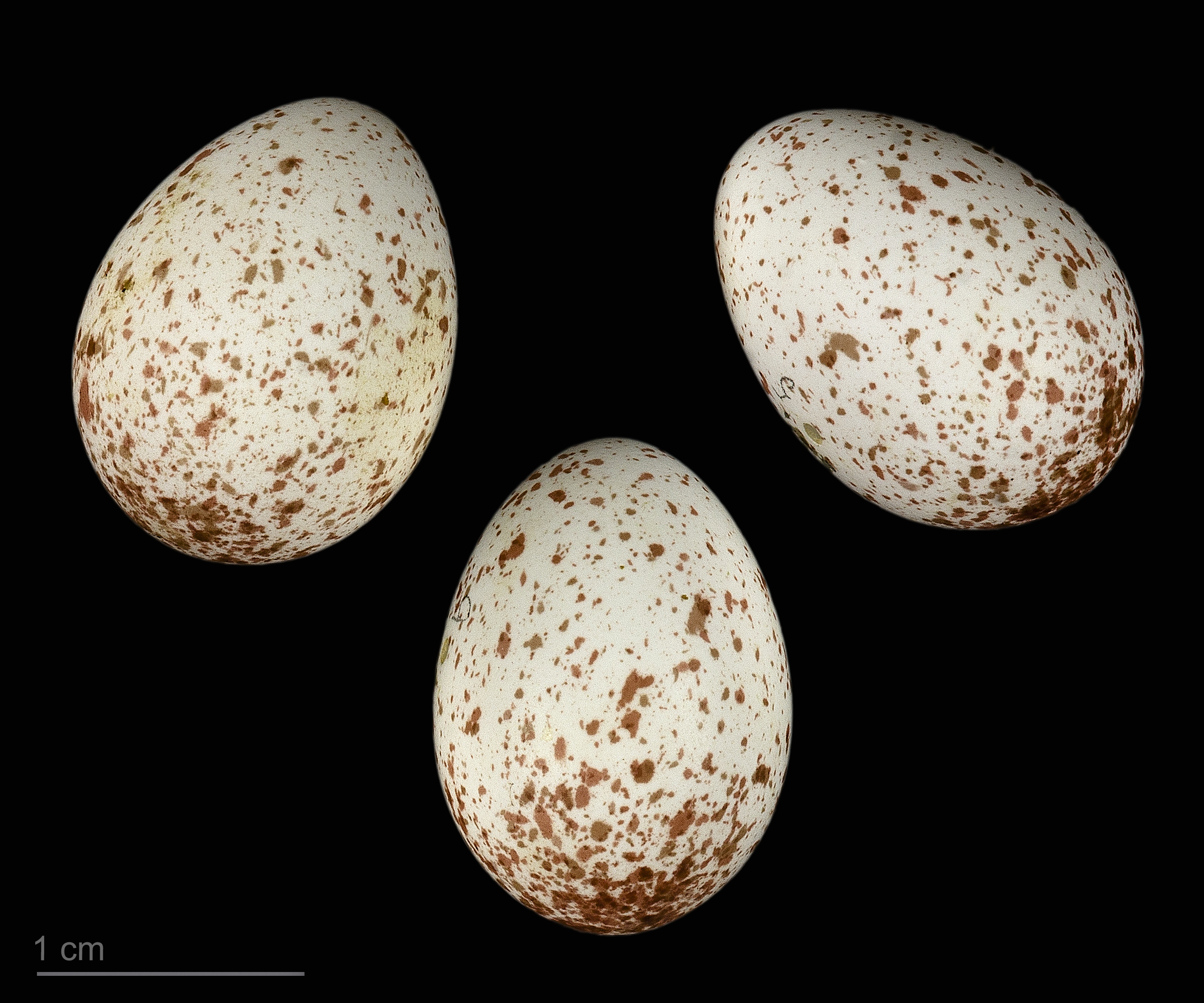
яйцо Sitta whiteheadi - Тулузский музеум

В большинстве случаев птицы гнездятся в дуплах, устроенных в стволах старых, 300-летних сосен. В кладке 5—8 белых яиц с красными крапинами.

## Природоохранный статус
Популяция вида насчитывает 2000 гнездящихся пар. Угрозу численности популяции представляют лесные пожары и большой пёстрый дятел, разоряющий гнёзда птиц.